# Людвігсфельде
Людвігсфельде (нім. Ludwigsfelde) — місто у Німеччині, у землі Бранденбург. 
Входить до складу району Тельтов-Флемінг.

## Географія
Площа — 109,30 км2. Населення становить 26 936 ос. (станом на 31 грудня 2020). Офіційний код — 12 0 72 240. 

## Адміністративний поділ
До Людвігсфельде належать такі райони:
1. Аренсдорф (нім. Ahrensdorf)
2. Вітсток (нім. Wietstock)
3. Генсхаген (нім. Genshagen)
4. Гробен (нім. Gröben)
5. Гросс-Шульцендорф (нім. Groß Schulzendorf)
6. Керзендорф (нім. Kerzendorf)
7. Льовенбрух (нім. Löwenbruch)
8. Мітгендорф нім. Mietgendorf)
9. Сітен (нім. Siethen)
10. Шиас (нім. Schiaß)
11. Ютхендорф (нім. Jütchendorf)

Там також є такі житлові райони: 
1. Вальде (нім. Am Walde)
2. Вайнберг (нім. Weinberg)
3. Струвесхоф (нім. Struveshof)
4. Фішеркітц (нім. Am Fischerkietz)

## Історія

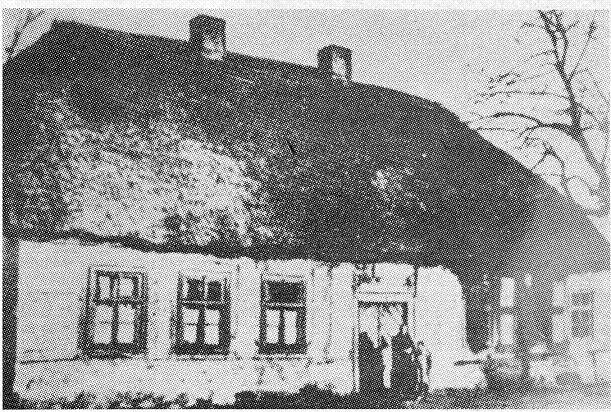
Alter Krug (нім. стара корчма), Людвігсфельде
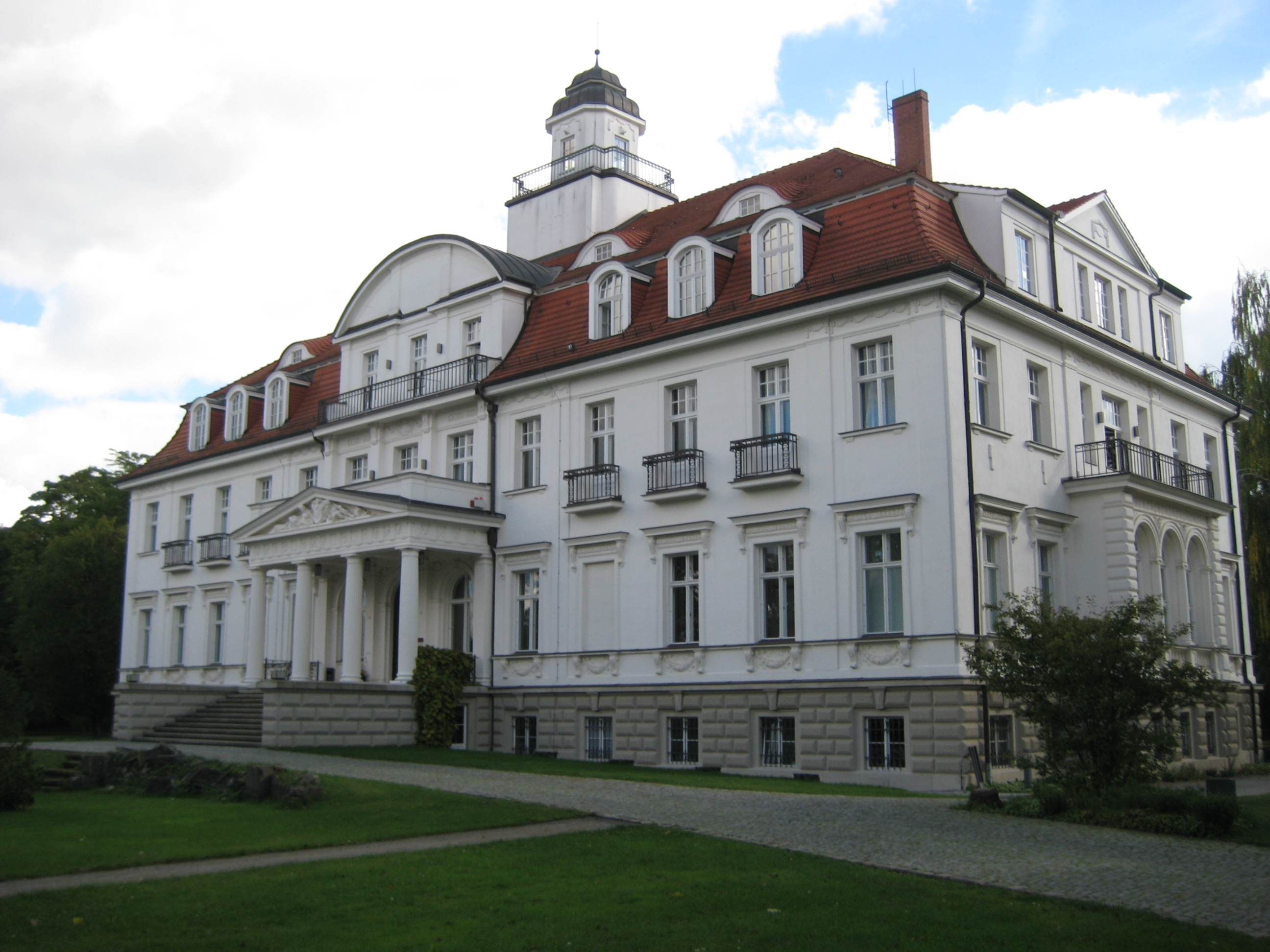
Замок Генсхаген, Людвігсфельде

У Людвігсфельде під час Другої світової війни крім військового аеродрому, був ще один об'єкт Люфтваффе — підземний авіамоторобудівний завод Даймлер-Бенц у Генсхагені. На заводі працювали в'язні концтаборів Дахау та Маутхаузену, у більшості жінки, привезені з окупованих територій СРСР на примусові роботи до нацистської Німеччини.
Місто є прототипом одного з міст у романі Гюнтера Герліха «Оголошення у газеті» (Eine Anzeige in der Zeitung).

## Населення
| Рік  | Населення |
| ---- | --------- |
| 1875 | 2 979     |
| 1890 | 3 188     |
| 1910 | 3 548     |
| 1925 | 3 856     |
| 1939 | 7 110     |
| 1950 | 10 221    |
| 1964 | 15 440    |

| Рік  | Населення |
| ---- | --------- |
| 1971 | 19 912    |
| 1981 | 23 380    |
| 1985 | 24 830    |
| 1990 | 24 817    |
| 1995 | 23 590    |
| 2000 | 24 183    |
| 2005 | 24 273    |

| Рік  | Населення |
| ---- | --------- |
| 2010 | 24 044    |
| 2015 | 25 030    |
| 2016 | 25 245    |
| 2017 | 25 665    |
| 2018 | 26 112    |
| 2019 | 26 800    |
| 2020 | 26 936    |

Джерела даних вказані на Wikimedia Commons.
- Населення у сучасних кордонах з 1875
- Прогноз населення
- Прогноз вікової структури населення

## Галерея

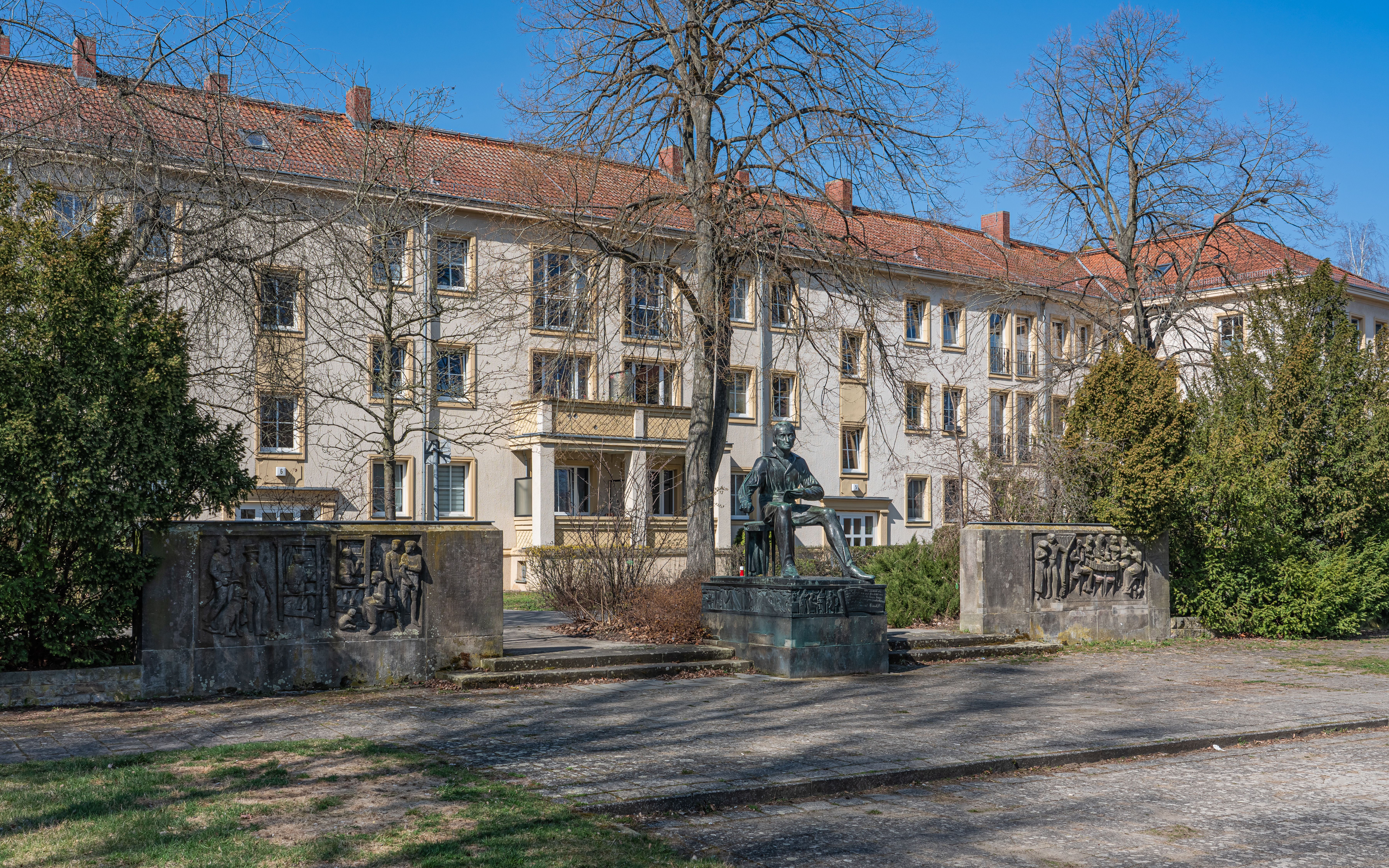
Площа Генріха Гейне з пам'ятником Гейне
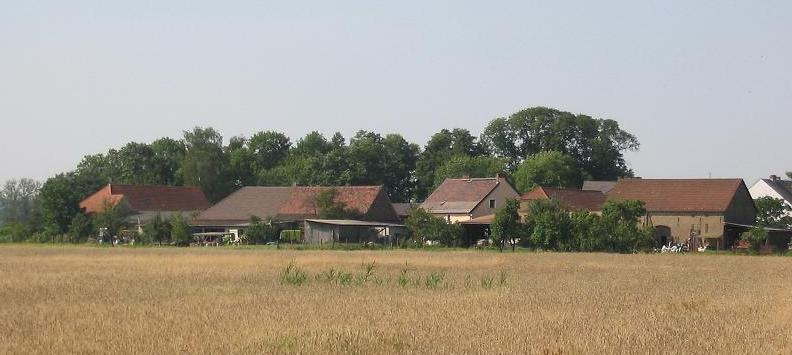
Службове поселення в Грьобен
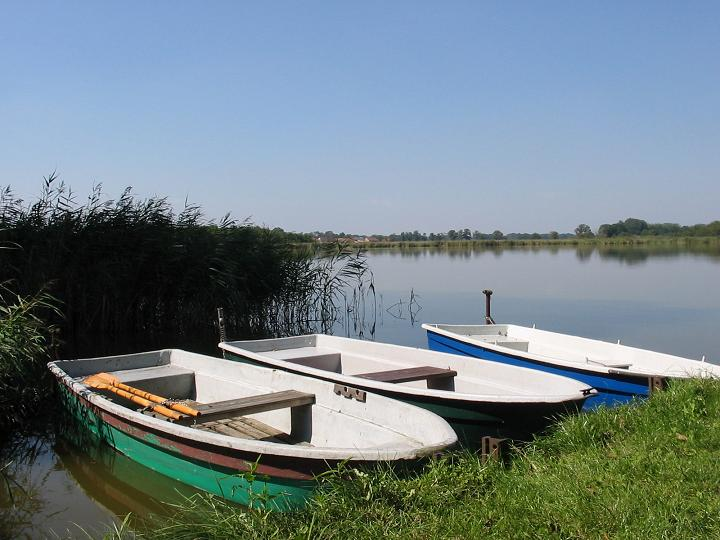
Озеро Грьобенер, вид з Ютхендорфа
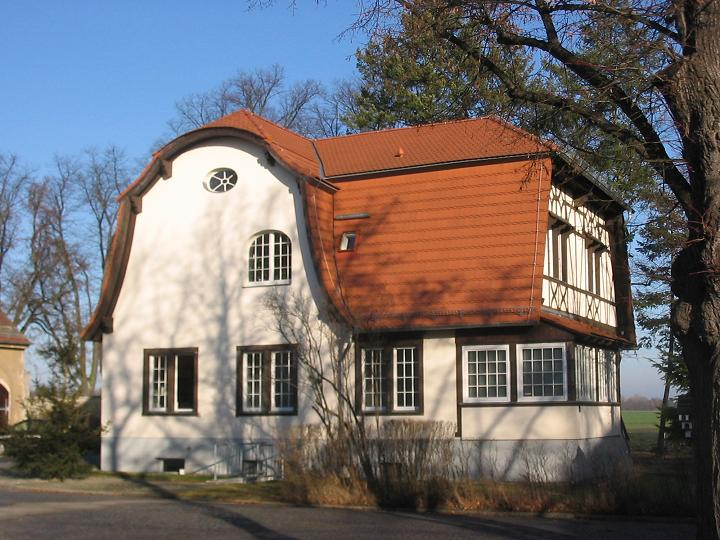
Мисливський будинок, Гросс-Шульцендорф